# Shaw (Berkshire)
Shaw – dzielnica miasta Newbury, w Anglii, w Berkshire, w dystrykcie (unitary authority) West Berkshire. Leży 30 km od miasta Reading. Shaw jest wspomniana w Domesday Book (1086) jako Essages.